# Bass music
Bass music is een verzamelnaam voor diverse stijlen (elektronische) dancemuziek waarvan de bas de belangrijkste rol speelt. 
Belangrijke stijlen binnen de bass music zijn dub, jungle, drum and bass, dubstep, 4x4 garage, breakbeat, future jungle en sommige vormen van electro, trance, fidget en house. De stijl mag weliswaar niet verward worden met het hip-hop & electro gebaseerde Miami bass, wat ook soms "bass music" genoemd wordt.
Het gebruik van de term bass music is ontstaan als reactie op het combineren van muziekstijlen door artiesten en de misverstanden die daardoor bij de fans ontstonden. Dubstepproducer Skream zegt in een interview met The Independent in september 2011: "The word dubstep is being used by a lot of people and there were a lot of people being tagged with the dubstep brush. They don't want to be tagged with it and shouldn't be tagged with it - that's not what they're pushing... When I say 'UK bass', it's what everyone UK is associated with so it would be a lot easier if it was called that."
Rond 2010 was er, dankzij de populariteit van oa. Skrillex, een explosieve groei van aan dubstep verwante stijlen met name in de Verenigde Staten. Dit zorgde ervoor dat er een groot verschil ontstond tussen de pioniers dubstep en de vele nieuwe substromingen, die steeds vaker gekenmerkt werden door zware (zogenaamde "wobble") baslijnen. De term bass music wordt sindsdien steeds vaker gebruikt omdat niet het verschil maar juist de overeenkomst van een groep substromingen wordt benoemd: de nadruk op de lage frequenties.